# Damjana Bihar
Damjana Bihar, slovenska pisateljica, * 28. marec 1966, Novo mesto.

## Nagrade
- 2010: Prva nagrada na mednarodnem natečaju za najboljšo otroško in mladinsko knjigo mestne občine Schwanenstadt v Gornji Avstriji [1] za pravljico Ich träume, die Sonne zu sein (Sanjam, da sem Sonce)

## Dela za otroke
- Piknik ob jezeru, Novo mesto: Knjižna zbirka Ana, 1998
- Mavrično mesto, 2009
- Sanjam, da sem Sonce, 2010
- Na krilih prijateljstva, 2010
- Keltska pravljica, 2010
- Medvedje novo vozilo, 2010